# Fleckenzeichen

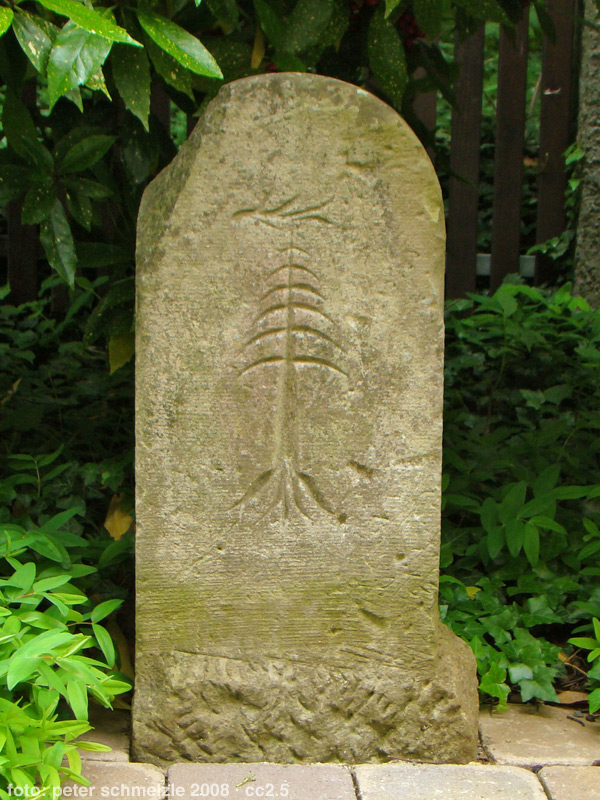
Fleckenzeichen auf einem Grenzstein in Ilsfeld

Fleckenzeichen sind Zeichen, die zur Identifikation von Flecken dienten. Sie sind Vorgänger von Gemeindewappen und tauchen oftmals in diesen oder auch in Siegeln auf.
Die Fleckenzeichen wurden unter anderem als Markierungen auf Grenzsteinen verwendet, um die Ortschaft auf der jeweiligen Seite der Grenze anzuzeigen.
Als Fleckenzeichen wurden unterschiedliche Symbole verwendet, die auch als gemeine Figuren in Wappen auftauchen. Beispiele sind Sech, Pflugschar, Reichsapfel, Hufeisen, Maueranker oder Wolfsangel.